# نادرنزه
نادرنزه (به آلمانی: Nadrensee) یک شهر در آلمان است که در فرپومرن-گرایفسوالد واقع شده‌است. نادرنزه ۳۷۷ نفر جمعیت دارد.